# Emmesomyia bistriata
Emmesomyia bistriata är en tvåvingeart som först beskrevs av Stein 1918.  Emmesomyia bistriata ingår i släktet Emmesomyia och familjen blomsterflugor. Inga underarter finns listade i Catalogue of Life.